# 별내초등학교
별내초등학교는 대한민국 경기도 남양주시 별내면 청학리에 있는 공립 초등학교이다.

## 연혁
- 1934년 10월 1일 별내공립보통학교(4년제 2학급) 개교설립인가 6월 4일(별내면 송산로679번길 6)
- 1938년 4월 1일 별내공립심상소학교로 개칭[1]
- 1941년 4월 1일 별내공립국민학교로 개칭[2]
- 1953년 4월 15일 화접국민학교 독립
- 1955년 4월 1일 고산국민학교 독립
- 1982년 3월 5일 병설유치원 1학급 인가
- 1996년 3월 1일 별내초등학교로 개칭[3]
- 1999년 12월 1일 청학리(현 위치)로 이전
- 2000년 3월 1일 병설유치원 2학급 인가
- 2015년 3월 1일 제28대 최영주 교장 취임
- 2016년 3월 1일 38학급 편성(특수학급 1학급 포함)
- 2017년 3월 1일 37학급 편성(특수학급 1학급 포함)

## 학교 상징
- 교화 - 개나리 : 개나리꽃은 봄을 가장 먼저 알리는 꽃이다. 기후와 날씨, 토질에 관계없이 꿋꿋이 잘 자라나는 꽃을 닮아 이웃과 나라를 사랑하는 마음을 갖춘 끈기 있는 어린이로 육성한다는 뜻을 담고 있다.
- 교목 - 은행나무 : 은행나무는 곧고 바르게 자란다. 잎은 약재, 열매는 식용과 약용, 목재는 고급 가구나 생활용품에 사용하는 특성처럼 곧고 바르게 자라 언제 어디서나 필요한 사람이 되도록 육성한다는 의미이다.

## 참고 자료
- 별내초등학교 - 한국교육학술정보원 학교알리미